# UFC Fight Night: Santos vs. Anders
UFC Fight Night: Santos vs. Anders（ユーエフシー・ファイトナイト：サントス・バーサス・アンダース、別名UFC Fight Night 137）は、アメリカ合衆国の総合格闘技団体「UFC」の大会の一つ。2018年9月22日、ブラジル・サンパウロ州サンパウロのジナーシオ・ド・イブラプエラで開催された。

## 大会概要
本大会ではチアゴ・サントスとエリク・アンダースによるライトヘビー級戦が組まれた。

## 試合結果

### アーリープレリム
第1試合 女子ストロー級 5分3R
○  リヴィーニャ・ソウザ vs.  アレックス・チェンバース ×
1R 1:21 ギロチンチョーク
第2試合 ウェルター級 5分3R
○  エリゼウ・ザレスキ・ドス・サントス vs.  ルイージ・ベンドラミニ ×
2R 1:20 KO（右飛び膝蹴り→右フック）
第3試合 ミドル級 5分3R
○  ターレス・レイチ vs.  ヘクター・ロンバード ×
3R終了 判定3-0（29-28、29-28、29-28）
第4試合 女子フライ級 5分3R
○  マイラ・ブエノ・シウバ vs.  ジリアン・ロバートソン ×
1R 4:55 腕ひしぎ十字固め
第5試合 ウェルター級 5分3R
○  セルジオ・モラエス vs.  ベン・ソーンダース ×
2R 4:42 肩固め

### プレリミナリーカード
第6試合 ヘビー級 5分3R
○  アウグスト・サカイ vs.  チェイス・シャーマン ×
3R 4:03 TKO（パウンド）
第7試合 ライトヘビー級 5分3R
○  ライアン・スパン vs.  ルイス・エンリケ ×
3R終了 判定3-0（30-27、30-27、29-28）
第8試合 ライト級 5分3R
○  フランシスコ・トリナウド vs.  エヴァン・ダナム ×
2R 4:10 TKO（ボディへの膝蹴り）
第9試合 ライト級 5分3R
○  チャールズ・オリベイラ vs.  クリストス・ジアゴス ×
2R 3:22 リアネイキドチョーク

### メインカード
第10試合 女子ストロー級 5分3R
△  ランダ・マルコス vs.  マリナ・ロドリゲス △
3R終了 判定1-0（29-28、28-28、28-28）
第11試合 64.2kg契約 5分3R
○  アンドレ・イーウェル vs.  ヘナン・バラオン ×
3R終了 判定2-1（29-28、29-28、28-29）
※バラオンの体重超過によりバンタム級から変更。
第12試合 ライトヘビー級 5分3R
○  アントニオ・ホジェリオ・ノゲイラ vs.  サム・アルビー ×
2R 1:00 TKO（左フック）
第13試合 ウェルター級 5分3R
○  アレックス・オリベイラ vs.  カルロ・ペデルソリ ×
1R 0:39 TKO（右フック→パウンド）
第14試合 ライトヘビー級 5分5R
○  チアゴ・サントス vs.  エリク・アンダース ×
3R 5:00 TKO（レフェリーストップ）

### 各賞
ファイト・オブ・ザ・ナイト： チアゴ・サントス vs. エリク・アンダース
パフォーマンス・オブ・ザ・ナイト： アントニオ・ホジェリオ・ノゲイラ、チャールズ・オリベイラ
各選手にはボーナスとして5万ドルが授与された。

### カード変更
負傷などによるカードの変更は以下の通り。